# Stir of Echoes
Stir of Echoes is een Amerikaanse thriller-horrorfilm uit 1999,
gebaseerd op het boek A Stir of Echoes van schrijver Richard Matheson.

## Verhaal
Tom Witzky is een elektricien die met zijn vrouw Maggie en zoontje Jake in een huurhuis in Chicago woont. Op een feestje daagt hij Maggies zus Lisa uit om hem te hypnotiseren, waarin ze vervolgens slaagt. Tijdens de hypnose plant ze een suggestie in Tom die hem opdraagt zichzelf opener te stellen.
Die nacht ziet hij de geest van een jongedame, Samantha. Het blijkt dat door de suggestie Toms verborgen gave als 'ontvanger' van geesten werd geactiveerd; iets dat zijn zoontje Jake al langer bleek te hebben.
Op een avond gaan Tom en Maggie naar een sportwedstrijd en komt het meisje Debbie Kozac op Jake letten. Die hoort Jake met Samantha praten, slaat in paniek en gaat er met Jake vandoor. Tom voelt intussen dat er iets mis is en loopt terug naar huis. Met behulp van visioenen vindt hij Debbie en Jake in het treinstation waar Debbie werkt. Samantha blijkt haar mentaal gehandicapte zus te zijn die een half jaar terug verdween.
Via een nieuwe hypnose bij Lisa probeert Tom van zijn gave af te raken, maar in plaats daarvan verschijnt Samantha aan hem, die hem opdraagt te gaan graven. Als een bezetene kwijt Tom zich vervolgens van die taak. Eerst graaft hij de tuin om, dan breekt hij de kelder open. Intussen gaat Maggie, die hierom behoorlijk van streek is, met Jake naar de begrafenis van haar grootmoeder.
Bij toeval vindt Tom 's avonds Samanthas half ontbonden lijk, dat achter de muur is verstopt in zijn kelder. Wanneer hij het aanraakt, krijgt hij wederom een visioen. Samantha blijkt in de vorige winter door twee tieners in het huis te zijn gelokt, dat toen nog gerenoveerd werd. Deze hebben haar verkracht en om haar stil te houden hadden ze haar gezicht afgedekt met een stuk plastiek, waardoor ze stikte.
Een van de twee jongens is Adam McCarthy, de zoon van Toms vriend Frank. Deze probeerde enkele dagen eerder zelfmoord te plegen. Als Tom Frank hierop wijst en hem in de kelder het lijk laat zien, trekt Frank een revolver, eist hij dat Tom vertrekt en klinkt er een schot.
Dan belt de huisbaas Harry aan, die wil weten waarom Tom heel het huis overhoop heeft gegraven. Hij heeft zijn zoon Kurt bij zich, de andere jongen die Samantha verkrachtte. Al snel haalt ook die een wapen boven, maar voor hij Tom kan doden, komt Maggie thuis. Harry overmeestert haar, maar dan worden hij en Kurt door Frank, die kennelijk niet de hand aan zichzelf had gelegd, doodgeschoten.
Vervolgens ziet Tom hoe Samantha's geest het huis verlaat en verdwijnt. Ten slotte verhuist ook het gezin Witzky. Terwijl ze langs een rij huizen rijden, hoort de kleine Jake steeds luider de stemmen van geesten klinken, waarop hij zijn oren afdekt.

## Rolbezetting
| Acteur             | Personage       | Opmerkingen                                                   |
| ------------------ | --------------- | ------------------------------------------------------------- |
| Kevin Bacon        | Tom Witzky      | Gewone arbeider die geobsedeerd raakt door een geest.         |
| Kathryn Erbe       | Maggie Witzky   | Toms vrouw.                                                   |
| Zachary David Cope | Jake Witzky     | Tom en Maggies zoontje.                                       |
| Illeana Douglas    | Lisa Weil       | Maggies zus.                                                  |
| Kevin Dunn         | Frank McCarthy  | Vriend van Tom.                                               |
| Lusia Strus        | Sheila McCarthy | Franks vrouw.                                                 |
| Chalon Williams    | Adam McCarthy   | Frank en Sheilas zoon.                                        |
| Conor O'Farrell    | Harry Damon     | Tom en Maggies huisbaas.                                      |
| Steve Rifkin       | Kurt Damon      | Harry's zoon.                                                 |
| Jennifer Morrison  | Samantha Kozac  | In de buurt verdwenen tienermeisje.                           |
| Liza Weil          | Debbie Kozac    | Samantha's jongere zus die bij Tom en Maggie komt babysitten. |
| Eddie Bo Smith     | Neil            | Agent die meer weet over Toms gave.                           |

## Prijzen en nominaties
De film kreeg volgende prijzen en nominaties:
- Filmfestival van Gérardmer 2000: Winnaar Grote Prijs voor David Koepp.
- Internationale Horrorgilde 2000: Winnaar IHG-Prijs beste film.
- National Board of Review 1999: Winnaar Speciale Erkenning voor uitmuntendheid in het maken van films.
- Young Artist Awards 2000: Nominatie beste prestatie in een avondfilm - jonge acteur van 10 jaar of minder voor Zachary David Cope.